# Wretched and Divine: The Story of the Wild Ones
Wretched and Divine: The Story of the Wild Ones ist das dritte Studioalbum der US-amerikanischen Rockband Black Veil Brides aus Los Angeles, Kalifornien. Es wurde am 8. Januar 2013 über Lava Records/Universal Republic Records weltweit veröffentlicht.
Stilistisch betrachtet handelt es sich um ein Konzeptalbum, welches als Rockoper verfasst wurde. Bereits am 31. Oktober 2012 konnte das Album beim Online-Download-Dienst ITunes vorbestellt werden. Zudem wurde die erste Single In the End am gleichen Tag als Download bei ITunes veröffentlicht. In the End war einer der Themesongs bei Hell in a Cell, einer Wrestling-Kampfart die von der WWE veranstaltet wird. Auch ist das Lied im Soundtrack zum EA-Sports-Videospiel NHL 14 zu finden.
Zwischen Januar und März 2013 spielte die Gruppe eine Nordamerika-Konzertreise, die Church of the Wild Ones Tour um das Album zu bewerben. Im Februar 2013 unterbrach die Gruppe diese Tournee, um an der Kerrang! Tour im Vereinigten Königreich teilnehmen zu können, ehe die Gruppe ihre im Januar gestartete Nordamerika-Tournee beendete.
Mit Wretched and Divine: The Story of the Wild Ones schafften es Black Veil Brides erstmals Charteinstiege außerhalb der Vereinigten Staaten (7) und dem Vereinigten Königreich (20) zu verzeichnen. Das Album stieg erstmals auch in Österreich (74) in die Albumcharts ein. Seit der Herausgabe des Albums im Januar 2013 verkaufte sich das Album annähernd 148.000 mal allein in den USA. Auch wurde ein kompletter Film zum Album gedreht, welcher Legion of the Black heißt.

## Entstehungsgeschichte
Black Veil Brides begannen bereits knapp ein Jahr vor der eigentlichen Veröffentlichung des Albums erste Trailer und Details zu veröffentlichen. In einem Interview zwischen Glasswerk und den beiden Gitarristen Jinxx und Jake Pitts, das die Gruppe an neuen Stücken schreibe und plane das Studio im April 2012 beziehen zu wollen. In einem späteren Interview gab die Band bekannt, dass das neue Album für den Ende des Jahres 2012 angesetzt ist.
Während des Download-Festivals verkündeten die Musiker, dass die Band versuche bis Ende August mit den größten Arbeiten an dem Album zu beenden. Für das Album schrieb die Gruppe zwischen 20 und 25 Stücke. Black Veil Brides nahmen das Album zwischen Mai 2012 und September 2012 gemeinsam mit Produzent John Feldmann auf. Am 4. September 2012 twitterte Sänger Andy Biersack, dass das Album komplett aufgenommen wurde.
Ursprünglich sollte das Album am 31. Oktober 2012 erscheinen, jedoch wurde der Veröffentlichungszeitraum auf Januar 2013 verlegt. Stattdessen konnte das Album am 31. Oktober bei ITunes vorbestellt und das Lied In the End, welches die erste Singleauskopplung darstellt, heruntergeladen werden. Am 29. Oktober 2012 veröffentlichte die Gruppe das Albumcover, die Titelliste und das eventuelle Veröffentlichungsdatum. Es wurde auf dem 8. Januar 2013 festgelegt. Am 21. Dezember 2012 erschien zu In the End das offizielle Musikvideo.
Wretched and Divine erschien am 8. Januar 2013. Eine Ultimate Edition bestehend aus dem Album und einer Zusatz-DVD mit dem Film Legion of the Black folgte am 11. Juni 2013.

## Titelliste
Das Album stellt ein Konzeptalbum dar und wurde als Rockoper konzipiert. Auf der regulären Albumversion sind insgesamt 19 Stücke vorhanden, die in zwei Akte aufgeteilt wurden, in Act 1: Hope und Act 2: Faith. Diese Version hat eine Gesamtspielzeit von 51:08 Minuten. Die Ultimate Edition des Albums enthält drei Bonusstücke und eine Gesamtlaufzeit von 61:08 Minuten. Zudem liegt der Ultimate Edition eine Zusatz-DVD mit Kinofilm Legion of the Black bei.

### Act 1: Hope
1. Exordium
2. I Am Bulletproof
3. New Years Day
4. F.E.A.R Transmission 1: Stay Close
5. Wretched and Divine
6. We Don't Belong
7. F.E.A.R Transmission 2: Trust
8. Devil's Choir
9. Resurrect the Sun

### Act 2: Faith
1. Overture
2. Shadows Die
3. Abeyance
4. Days Are Numbered
5. Done for You
6. Nobody's Hero
7. Lost It All
8. F.E.A.R Transmission 3: As War Fades
9. In the End
10. F.E.A.R: Final Transmission

### Ultimate Edition Bonuslieder
1. Revelation
2. Victory Call
3. Let You Down

## Rezeption

### Kritiken
Wretched and Divine erhielt gemischte Kritiken, wobei positive Rezensionen knapp überwiegen. Aktuell hat das Album auf Metacritic eine Wertung von 64 Prozent. Das Kerrang zeichnete das Album als exzellent aus. Artistdirect vergab 5 Sterne, während Loudwire und Alternative Press das Album mit 3,5 Punkten bewerteten.
Weniger Begeisterung zeigte Dom Dawson von The Guardian, welcher sein Missfallen in seiner Kritik und lediglich 2 von 5 Punkten deutlich zum Ausdruck brachte. Vor allem wurden die F.E.A.R.-Interludes negativ kritisiert, aber vereinzelt hagelte es auch am Konzept im Allgemeinen an Kritik.

### Chartplatzierungen
Bereits in der ersten Woche nach der Veröffentlichung konnten in den Staaten allein 47.000 Tonträger abgesetzt werden, was Platz 7 in den nationalen Albumcharts bedeutete. Auch im Vereinigten Königreich, Australien, in der Republik Irland und in Österreich stieg das Album in die jeweiligen Charts ein. Im November 2013 wurde bekannt, dass sich das Album allein in den USA 148.000 mal verkaufte.
| ChartsChartplatzierungen       | Höchstplatzierung | Wochen |
| ------------------------------ | ----------------- | ------ |
| Österreich (Ö3)                | 74 (1 Wo.)        | 1      |
| Vereinigte Staaten (Billboard) | 7 (21 Wo.)        | 21     |
| Vereinigtes Königreich (OCC)   | 20 (1 Wo.)        | 1      |

### Auszeichnungen für Musikverkäufe
| Land/Region                  | Auszeichnungen für Musikverkäufe (Land/Region, Auszeichnung, Verkäufe) | Verkäufe |
| ---------------------------- | ---------------------------------------------------------------------- | -------- |
| Vereinigtes Königreich (BPI) | Silber                                                                 | 60.000   |
| Insgesamt                    | 1× Silber ·                                                            | 60.000   |

## Coverdesign
Das Cover wurde von Richard Villa entworfen, welcher bereits die Artworks von früheren Werken der Gruppe gestaltet hat. Es zeigt einen Jungen mit dem Black-Veil-Brides-Pentagramm, welcher gegenüber der F.E.A.R.-Armee steht.

## Promotion
Um für das Album zu werben, spielte die Gruppe zwischen Januar und März 2013 die The Church of the Wild Ones Tour, die durch Nordamerika führte. Im Februar unterbrach die Gruppe ihre Nordamerika-Tournee kurzfristig, um an der Kerrang!-Tour im Vereinigten Königreich als Vorband für Chiodos, Tonight Alive und Fearless Vampire Killers teilnehmen zu können. Im April spielte die Gruppe eine Europa-Tour bei der Heaven’s Basement im Vorprogramm auftraten. Zwischen Juli und August 2013 war die Gruppe auf der Warped Tour zu sehen. Danach waren Black Veil Brides Teil der Monster Energy Outbreak Tour gemeinsam mit Bullet for My Valentine, Throw the Fight und Stars in Stereo, welche zwischen September und November stattfand.
Zudem wurde das Lied In the End bei Hell in a Cell, einer Veranstaltung von WWE, gespielt. Auch EA Sports verwendete das Lied in dem offiziellen Spielsoundtrack für NHL 14.

## KinofilmLegion of the Black
Gemeinsam mit dem Veröffentlichen des Vorbestellungstermins am 31. Oktober 2012 wurde ein Filmteaser veröffentlicht, welcher die Produktion eines ganzen Kinofilms ankündigt. Der Film ist eine visuelle Umsetzung des Konzeptalbums und heißt Legion of the Black. Zwischen dem 21. und 23. Dezember 2013 wurde der Film im Silent Movie Theater in Los Angeles ausgestrahlt.
In dem Film wird am Ende die Spekulationen offen gelassen, dass ein zweiter Film irgendwann gedreht werden könnte.
Der Film wurde auf einer DVD gepresst, welches auch Studiomaterial beinhaltet. Es liegt der Ultimate Edition des Albums bei. Auf der DVD erzählt Sänger Andy Biersack, dass es sich bei F.E.A.R. um ein Akronym handelt und für For Every and All Religion steht.